# 大傑顛社
大傑顛社（Tapuyen），或作大傑巔社，為臺灣平埔馬卡道族古部落名，原居住在打狗「彼達」（Peita）地帶，明清時期時遷往今高雄市臨山地區，今日其後裔散居於內門區以及旗山區的丘陵上。

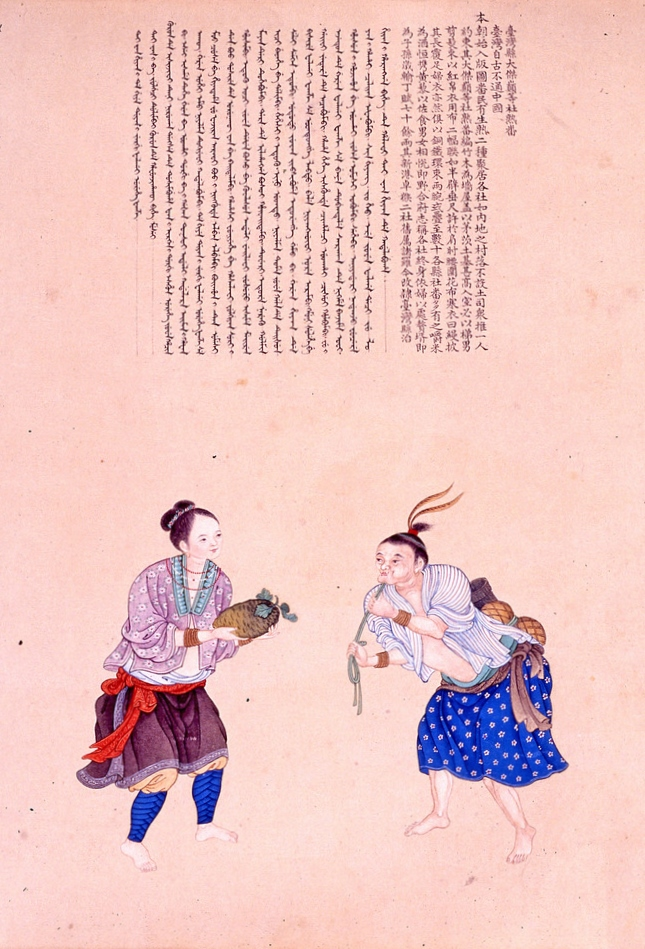
臺灣縣大傑巔等社熟番

## 歷史
關於「彼達」（Peita）的確切位置，老埤村馬卡道族頭目潘乾坤指出應為今日路竹區大社以及廢庄的下社，數年後旗尾山地區的口述資料則稱在高雄市沿海、今日茄萣區一帶。後馬卡道族為明鄭所逐，退往大崗山後的尖山，形成尖山社與水蛙潭社，大部分居民再遷往羅漢門（今高雄市內門區），居住在溪州番社。
臺灣清治時期，羅漢外門和羅漢內門都是大傑巔社活動的地區。康熙五十六年（1717年）的《諸羅縣志》記載：「羅漢門山內有大傑巔社。」雍正年間《臺海使槎錄》記錄：「羅漢內、外門田，皆大傑巔社社地也。」乾隆十七年（1752年）清廷派大傑顛社人把守六張犁的番界，社民的生活空間漸漸向北，移往旗山區木柵、六張犁、圓潭和內門區溝坪。乾隆五十五年（1790年）守隘政策，利用熟番作為屯丁監視隘口的動靜，此時大傑巔社人和新港社、塔樓社被分派至高樹鄉的南屯共同防守生番。此次守隘的任務，大傑巔社派出了 31 名屯丁， 並分配到 52 甲土地。嘉慶年間修撰的《續修臺灣縣志》所觀察的：「大傑顛社，距城六十五里，今番民移往隘口社，近蕃薯寮。」指出大傑巔社社民的再遷徙，往今旗山區圓潭里以北。據安倍明義考察，道光九年（1829），部分社民自枋寮越山往東部移動，但與當地卑南族不合，轉往北方居住在大庄（今花蓮縣富里鄉）。後來有些社民請布農族為響導，跨過大關山，落腳在今日六龜、荖農。:13-16
臺灣日治時期的戶口調查，顯示旗山區圓潭庄、內門區萊仔坑、溝坪庄還有千餘位平埔族人口，其中大傑巔社共一百八十五戶、八百零二人。今日內門區萊仔坑、旗山區口隘、中隘、尾庄、圓潭子仍有許多具平埔原住民族特徵的住民，南邊的三角崛、新番社等地也尚有數戶人家。

## 文化
《番俗六考》中大傑巔社被列入「北路諸羅番」，記載了包括居處、飲食、衣飾、喪葬等文化，其風俗與大武壟、噍吧年等社相近，並附有《大傑巔社祝年歌》。

## 人口
西元1903年，日本政府所做的熟番社數及人口調查中，大傑顛社有 185 戶 802 人，規模甚大。